# Euxoa pimensis
Euxoa pimensis là một loài bướm đêm trong họ Noctuidae.